# Каракольский сельский округ (Акмолинская область)
Карако́льский се́льский окру́г (каз. Қаракөл ауылдық округі) — административная единица в составе Есильского района Акмолинской области Республики Казахстан. Административный центр — село Караколь.

## История
По состоянию на 1989 год существовал Каракольский сельсовет (село Караколь) и Бузулукский сельсовет (село Речное).

## Население
| Динамика численности населения | Динамика численности населения | Динамика численности населения |
| 1989                           | 1999                           | 2009                           |
| ------------------------------ | ------------------------------ | ------------------------------ |
| 753                            | ↘592                           | ↘475                           |

## Состав
В нынешний момент в состав сельского округа входят 2 населённых пункта:
| № | Населённый пункт | Тип населённого пункта       | Население, 1989 | Население, 1999 | Население, 2009 |
| - | ---------------- | ---------------------------- | --------------- | --------------- | --------------- |
| 1 | Караколь         | село, административный центр | 753             | 592             | 475             |
| 2 | Речное           | село                         | 920             | 684             | 284             |

## Управление
По итогам выборов акимов сельского уровня 25 июля 2021 года акимом сельского округа был переизбран самовыдвиженец Кучербаев Арман Куанышевич (1985 года рождения) набравший 316 голосов из 391 (80,82%).
27 июля 2021 года назначен акимом Каракольского сельского округа.